# Željko Kopić
Željko Kopić (n. 10 septembrie 1977, Osijek, Republica Socialistă Croația, RSF Iugoslavia) este un fotbalist croat retras din activitate, care a jucat pe post de mijlocaș. După încheierea carierei, a devenit antrenor, și antrenează în prezent pe Dinamo București.

## Cariera de antrenor
În 2006, Kopić a primit diploma de antrenor UEFA B, iar din 2013 are diploma de antrenor UEFA PRO. La începutul carierei sale de antrenor, a lucrat la școala de fotbal a clubului NK Hrvatski Dragovoljac, iar mai târziu a devenit antrenor secund al primei echipe.
A fost prima dată antrenor principal la clubul NK Zagorec din Krapina, după care a preluat HNK Segesta din Sisak. În iunie 2014, a devenit antrenorul NK Zagreb. La începutul sezonului următor, a devenit antrenorul lui Slaven Belupo din Koprivnica, unde a stat 96 de meciuri și a devenit cel mai longeviv antrenor din istoria de 110 de ani a clubului. Cu Slaven Belupo a jucat finala Cupei Croației împotriva GNK Dinamo Zagreb. A părăsit echipa în octombrie 2017.
La 13 noiembrie 2017 a fost numit noul manager al echipei Hajduk Split. În 34 de meciuri oficiale la Hajduk, a obținut 6 victorii consecutive în deplasare și 6 victorii consecutive în liga și cupă națională.
În august 2022, Željko Kopić a devenit antrenorul echipei bulgare de prima divizie Botev Plovdiv și, în timpul mandatului care a durat patru luni, a ridicat clubul de pe ultimul loc în clasament pe locul 10.
În decembrie 2023, a devenit antrenorul principal al lui Dinamo București.